# Grand Prix automobile de Bahreïn 2006
GP précédent GP suivant

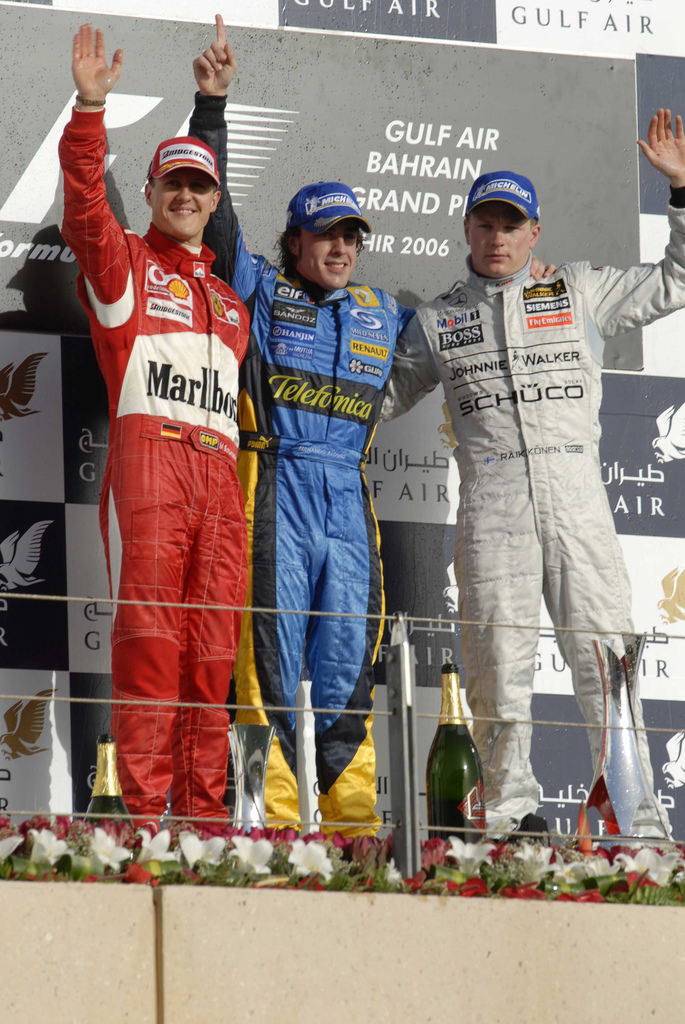
Le podium du Grand Prix.

Le Grand Prix automobile de Bahreïn 2006 (2006 Formula 1 Gulf Air Bahrain Grand Prix), disputé sur le circuit international de Sakhir le 12 mars 2006 est la 751e épreuve de l'histoire du championnat du monde de Formule 1 courue depuis 1950 et la première manche du championnat 2006.
Fernando Alonso s'impose après avoir battu les deux pilotes Ferrari pourtant plus performants en qualification.

## Grille de départ

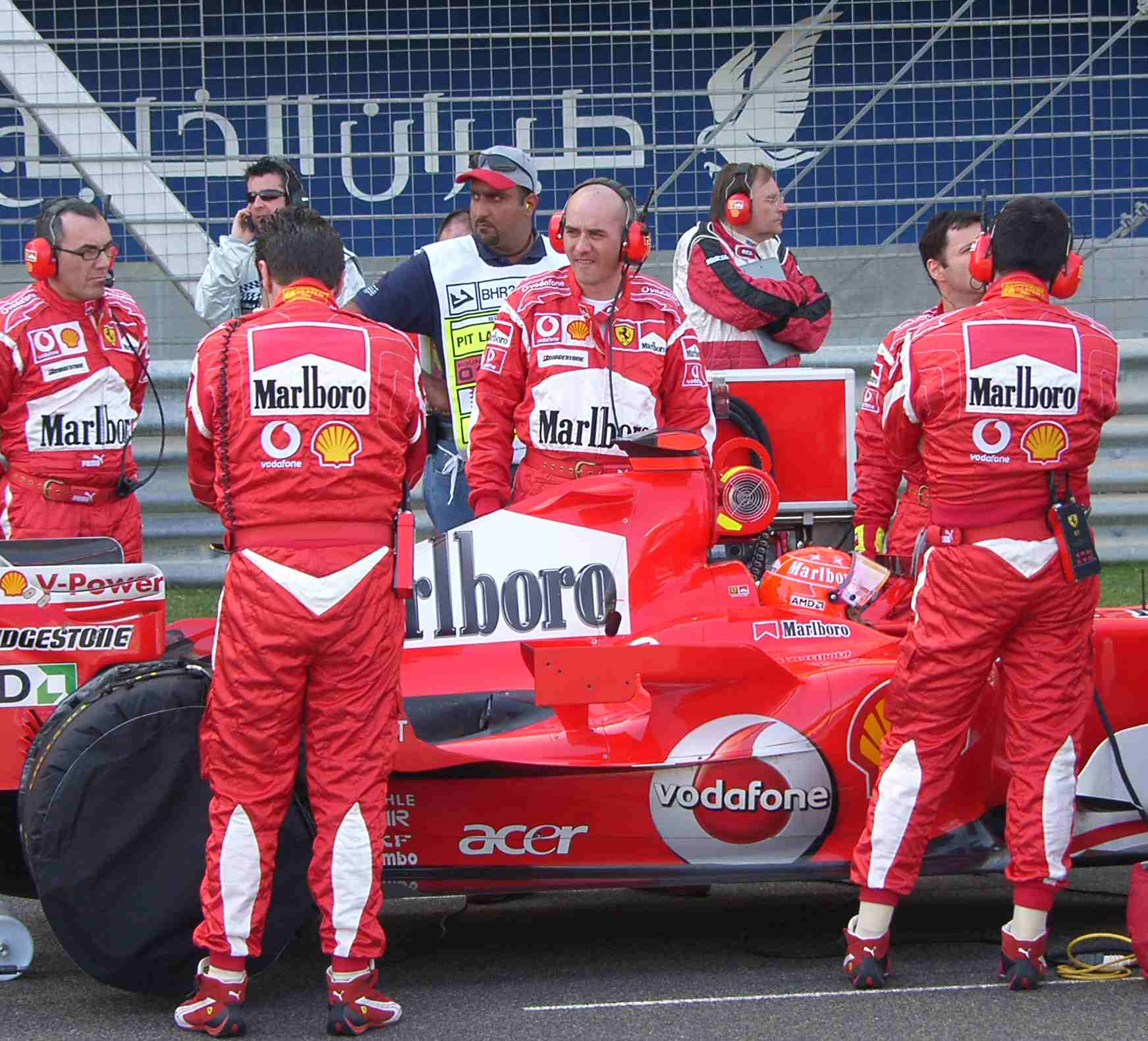
Schumacher au départ du Grand Prix

| Pos | Pilote               | Écurie              | Qualification 3 | Qualification 2 | Qualification 1 |
| --- | -------------------- | ------------------- | --------------- | --------------- | --------------- |
| 1   | Michael Schumacher   | Ferrari             | 1 min 31 s 431  | 1 min 32 s 025  | 1 min 33 s 310  |
| 2   | Felipe Massa         | Ferrari             | 1 min 31 s 478  | 1 min 32 s 014  | 1 min 33 s 579  |
| 3   | Jenson Button        | Honda               | 1 min 31 s 549  | 1 min 32 s 025  | 1 min 32 s 603  |
| 4   | Fernando Alonso      | Renault             | 1 min 31 s 702  | 1 min 31 s 215  | 1 min 32 s 433  |
| 5   | Juan Pablo Montoya   | McLaren-Mercedes    | 1 min 32 s 164  | 1 min 31 s 487  | 1 min 33 s 233  |
| 6   | Rubens Barrichello   | Honda               | 1 min 32 s 579  | 1 min 32 s 322  | 1 min 33 s 922  |
| 7   | Mark Webber          | Williams-Cosworth   | 1 min 33 s 006  | 1 min 32 s 309  | 1 min 33 s 454  |
| 8   | Christian Klien      | Red Bull-Ferrari    | 1 min 33 s 112  | 1 min 32 s 106  | 1 min 34 s 308  |
| 9   | Giancarlo Fisichella | Renault             | 1 min 33 s 496  | 1 min 31 s 831  | 1 min 32 s 934  |
| 10  | Nick Heidfeld        | BMW Sauber          | 1 min 33 s 926  | 1 min 31 s 958  | 1 min 33 s 374  |
| 11  | Jacques Villeneuve   | BMW Sauber          |                 | 1 min 32 s 456  | 1 min 33 s 882  |
| 12  | Nico Rosberg         | Williams-Cosworth   |                 | 1 min 32 s 620  | 1 min 32 s 945  |
| 13  | David Coulthard      | Red Bull-Ferrari    |                 | 1 min 32 s 850  | 1 min 33 s 678  |
| 14  | Jarno Trulli         | Toyota              |                 | 1 min 33 s 066  | 1 min 33 s 987  |
| 15  | Vitantonio Liuzzi    | Toro Rosso-Cosworth |                 | 1 min 33 s 416  | 1 min 34 s 439  |
| 16  | Scott Speed          | Toro Rosso-Cosworth |                 | 1 min 34 s 606  | 1 min 33 s 995  |
| 17  | Ralf Schumacher      | Toyota              |                 |                 | 1 min 34 s 702  |
| 18  | Christijan Albers    | Midland-Toyota      |                 |                 | 1 min 35 s 724  |
| 19  | Tiago Monteiro       | Midland-Toyota      |                 |                 | 1 min 35 s 900  |
| 20  | Takuma Satō          | Super Aguri-Honda   |                 |                 | 1 min 37 s 411  |
| 21  | Yuji Ide             | Super Aguri-Honda   |                 |                 | 1 min 40 s 270  |
| 22  | Kimi Räikkönen       | McLaren-Mercedes    |                 |                 | -               |

## Course

### Déroulement de l'épreuve
Pour l'ouverture de la saison, à Bahreïn, après une saison 2005 décevante, le septuple champion du monde Michael Schumacher (Ferrari) s'est rappelé au bon souvenir de ses adversaires, en réalisant, en 1 min 31 s 431, le meilleur temps des essais qualificatifs, égalant par la même occasion le record mythique qui semblait inaccessible du nombre de pole positions (65), détenu par le Brésilien Ayrton Senna. Schumacher mena les deux tiers de la course avant d'être dépassé lors du second ravitaillement par le champion du monde en titre Fernando Alonso (Renault), qui sortit des stands juste devant la Ferrari du pilote allemand pour aller conquérir la neuvième victoire de sa carrière. Kimi Räikkönen (McLaren-Mercedes), parti de la dernière place après avoir connu des ennuis lors de la séance qualificative, s'octroyait la 3e place après une remontée fantastique, aidée par une stratégie à un seul arrêt, qui lui permit de se retrouver dans le peloton de tête après la seconde vague de ravitaillements. En réalisant un temps de 1 min 32 s 408 au 42e tour, le jeune Nico Rosberg (Williams), dont c'était la première course, s'est approprié le meilleur tour en course.

### Classement de la course

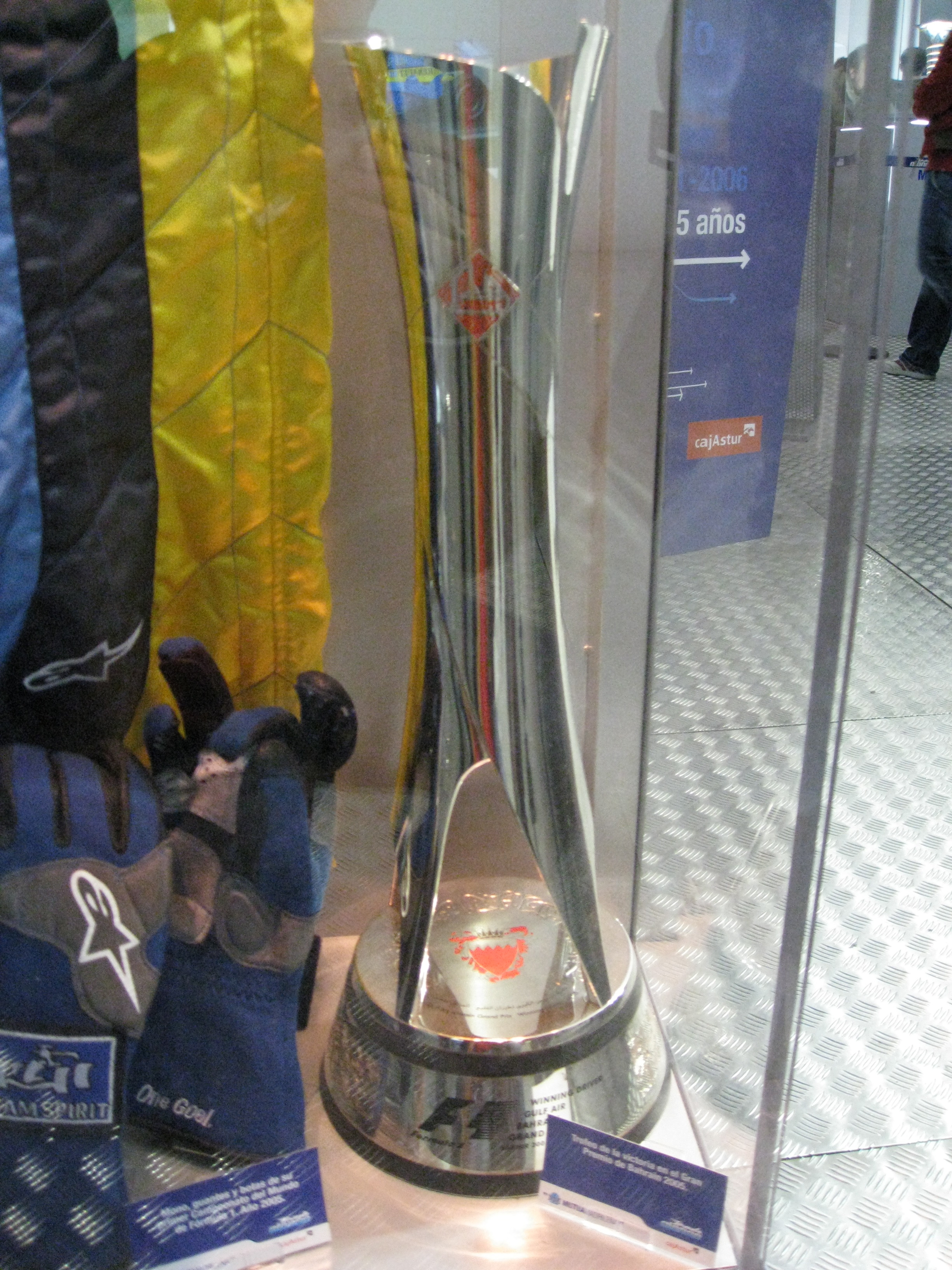
Le trophée du vainqueur remis à Fernando Alonso

| Pos  | No | Pilote               | Écurie              | Tours | Temps/Abandon                      | Grille | Points |
| ---- | -- | -------------------- | ------------------- | ----- | ---------------------------------- | ------ | ------ |
| 1    | 1  | Fernando Alonso      | Renault             | 57    | 1 h 29 min 46 s 205 (206,018 km/h) | 4      | 10     |
| 2    | 5  | Michael Schumacher   | Ferrari             | 57    | + 1 s 246                          | 1      | 8      |
| 3    | 3  | Kimi Räikkönen       | McLaren-Mercedes    | 57    | + 19 s 360                         | 22     | 6      |
| 4    | 12 | Jenson Button        | Honda               | 57    | +19 s 992                          | 3      | 5      |
| 5    | 4  | Juan Pablo Montoya   | McLaren-Mercedes    | 57    | + 37 s 048                         | 5      | 4      |
| 6    | 9  | Mark Webber          | Williams-Cosworth   | 57    | + 41 s 932                         | 7      | 3      |
| 7    | 10 | Nico Rosberg         | Williams-Cosworth   | 57    | + 1 min 03 s 043                   | 12     | 2      |
| 8    | 15 | Christian Klien      | Red Bull-Ferrari    | 57    | + 1 min 06 s 771                   | 8      | 1      |
| 9    | 6  | Felipe Massa         | Ferrari             | 57    | + 1 min 09 s 917                   | 2      |        |
| 10   | 14 | David Coulthard      | Red Bull-Ferrari    | 57    | + 1 min 15 s 541                   | 13     |        |
| 11   | 20 | Vitantonio Liuzzi    | Toro Rosso-Cosworth | 57    | + 1 min 25 s 997                   | 15     |        |
| 12   | 16 | Nick Heidfeld        | BMW Sauber          | 56    | + 1 tour                           | 10     |        |
| 13   | 21 | Scott Speed          | Toro Rosso-Cosworth | 56    | + 1 tour                           | 16     |        |
| 14   | 7  | Ralf Schumacher      | Toyota              | 56    | + 1 tour                           | 17     |        |
| 15   | 11 | Rubens Barrichello   | Honda               | 56    | + 1 tour                           | 6      |        |
| 16   | 8  | Jarno Trulli         | Toyota              | 56    | + 1 tour                           | 14     |        |
| 17   | 18 | Tiago Monteiro       | Midland-Toyota      | 55    | + 2 tours                          | 19     |        |
| 18   | 22 | Takuma Satō          | Super Aguri-Honda   | 53    | + 4 tours                          | 20     |        |
| Abd. | 23 | Yuji Ide             | Super Aguri-Honda   | 35    | Moteur                             | 21     |        |
| Abd. | 17 | Jacques Villeneuve   | BMW Sauber          | 29    | Moteur                             | 11     |        |
| Abd. | 2  | Giancarlo Fisichella | Renault             | 21    | Hydraulique                        | 9      |        |
| Abd. | 19 | Christijan Albers    | Midland-Toyota      | 0     | Transmission                       | 18     |        |

### Pole position et record du tour
- Pole position :  Michael Schumacher (Ferrari) en 1 min 31 s 431 (vitesse moyenne : 213,092 km/h)[1].
- Meilleur tour en course :  Nico Rosberg (Williams-Cosworth) en 1 min 32 s 408 (vitesse moyenne : 210,432 km/h) au quarante-deuxième tour[2].

### Tours en tête
- Michael Schumacher (Ferrari) : 27 tours (1-15 / 24-35) ;
- Fernando Alonso (Renault) : 25 tours (16-19 / 36-39 / 41-57) ;
- Juan Pablo Montoya (McLaren-Mercedes) : 4 tours (20-23) ;
- Jenson Button (Honda) : 1 tour (40)[3].

## Classements généraux à l'issue de la course
| Pos | Pilote             | Écurie            | Points |
| --- | ------------------ | ----------------- | ------ |
| 1   | Fernando Alonso    | Renault           | 10     |
| 2   | Michael Schumacher | Ferrari           | 8      |
| 3   | Kimi Räikkönen     | McLaren-Mercedes  | 6      |
| 4   | Jenson Button      | Honda             | 5      |
| 5   | Juan Pablo Montoya | McLaren-Mercedes  | 4      |
| 6   | Mark Webber        | Williams-Cosworth | 3      |
| 7   | Nico Rosberg       | Williams-Cosworth | 2      |
| 8   | Christian Klien    | Red Bull-Ferrari  | 1      |

| Pos | Écurie            | Points |
| --- | ----------------- | ------ |
| 1   | Renault           | 10     |
| 2   | McLaren-Mercedes  | 10     |
| 3   | Ferrari           | 8      |
| 4   | Honda             | 5      |
| 5   | Williams-Cosworth | 5      |
| 6   | Red Bull-Ferrari  | 1      |

## Statistiques
Ce Grand Prix de Bahreïn 2006 représente :
- La 65e pole position pour Michael Schumacher qui égale le record d'Ayrton Senna.
- La 9e victoire pour Fernando Alonso.
- La 26e victoire pour Renault en tant que constructeur.
- La 106e victoire pour Renault en tant que motoriste.
- Le 1er Grand Prix pour Yuji Ide, Nico Rosberg et Scott Speed.
- Le 1er Grand Prix pour les écuries BMW Sauber (issue du rachat de Sauber), Midland F1 Racing (issue du rachat de Jordan Grand Prix), Scuderia Toro Rosso (issue du rachat de la Scuderia Minardi) et Super Aguri F1.
- Retour en F1 de Honda en tant que constructeur à la suite du rachat de British American Racing.
- Nico Rosberg, pour son premier Grand Prix réalise le meilleur tour en course. Il devient à 20 ans 8 mois et 13 jours le plus jeune pilote ayant réalisé cette performance en détrônant Fernando Alonso (21 ans 10 mois 17 jours).